# Ломиніс східний
{{#ifeq:0|0|{{#if:Clematis orientalis|{{#if:|[[]}}|[[]]}}}}
Ломи́ніс східний (Clematis orientalis) — багаторічна рослина родини жовтецевих, поширена у Євразії. Етимологія: лат. orientalis — «східний».

## Морфологічна характеристика
Листопадна лоза або кущ. Стебла стрункі. Виростає до висот близько 2–8 метрів, товщиною до 7 см. Стебла покриті сіро-коричневою корою, внутрішня кора зелена. Листки сірувато-зелені, складаються з 3–7 листових фрагментів; листові фрагменти довжиною 1–5 см, від яйцеподібних до лінійно-ланцетних і від грубо-зубчастих до цілих.
Квіти можуть рости поодинці або в кластерах. Є чотири від жовтого до жовто-апельсинового забарвлення чашолистки, яких часто помилково приймають за пелюстки. Чашолистки від яйцювато-ланцетних до еліптичних і досягають ширини 2–3 см, та довжини 6–9 см. Сім'янка вузько яйцеподібна, довгаста або вузько зворотнояйцеподібна, 3–3.5 × 1.2–2 мм.

## Поширення
Азія: Китай, Афганістан, пн.-зх. Індія, Казахстан, Киргизстан, пн. Пакистан, Росія, Таджикистан, Іран, Ірак, Сирія, Туреччина. Європа: Греція (Егейські острови), Росія, Україна. Рослина натуралізована в США. 
Населяє узбіччя, інші вторинні місця проживання, відкриті ліси, схили, вздовж потоків; 0–3800 м.
В Україні зростає на приморських пісках — на косі Обіточній по березі Азовського моря.

## Використання
В основному висаджується як декоративна рослина. Також використовується як антисептик.

## Галерея

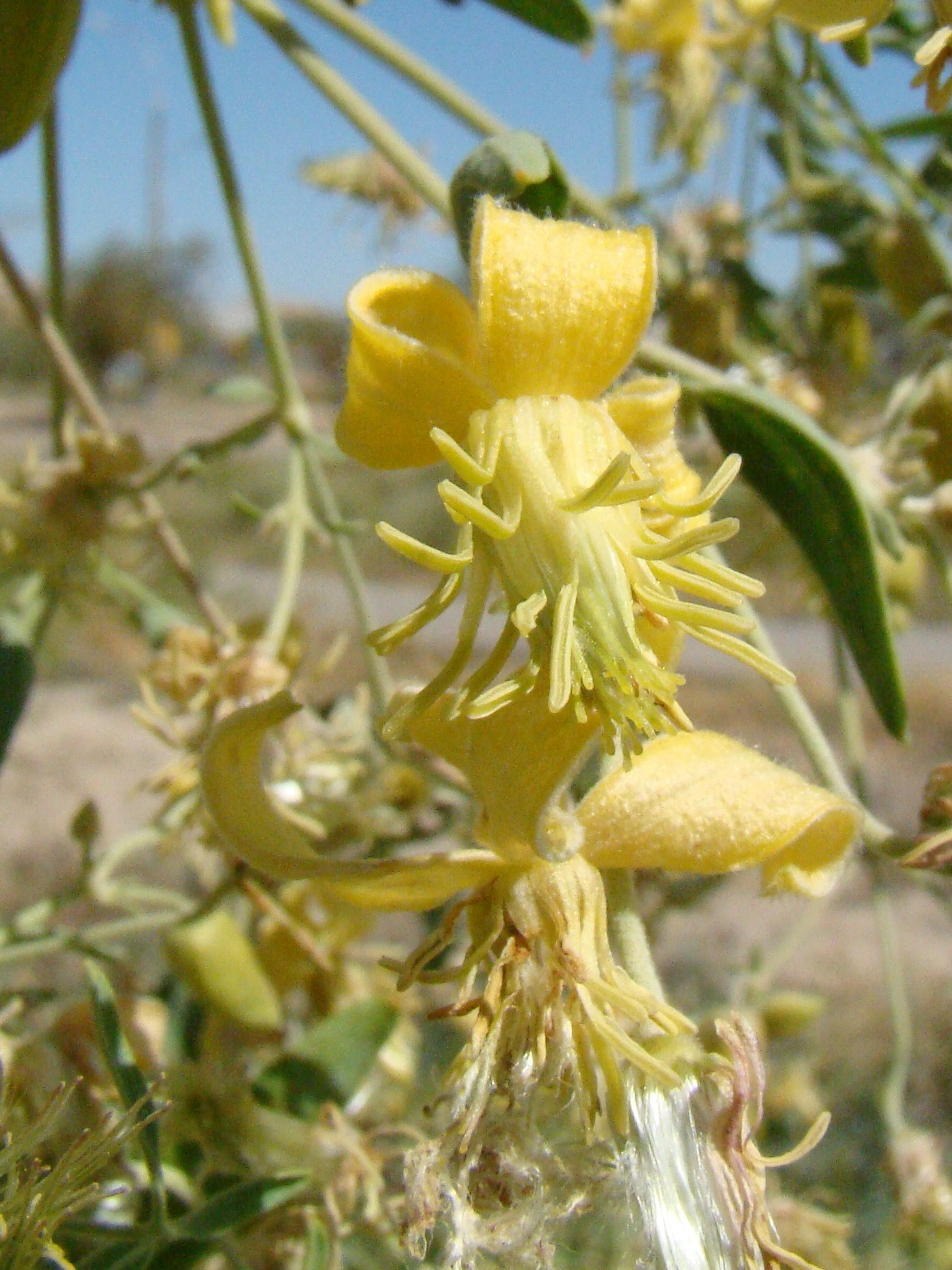
квіти
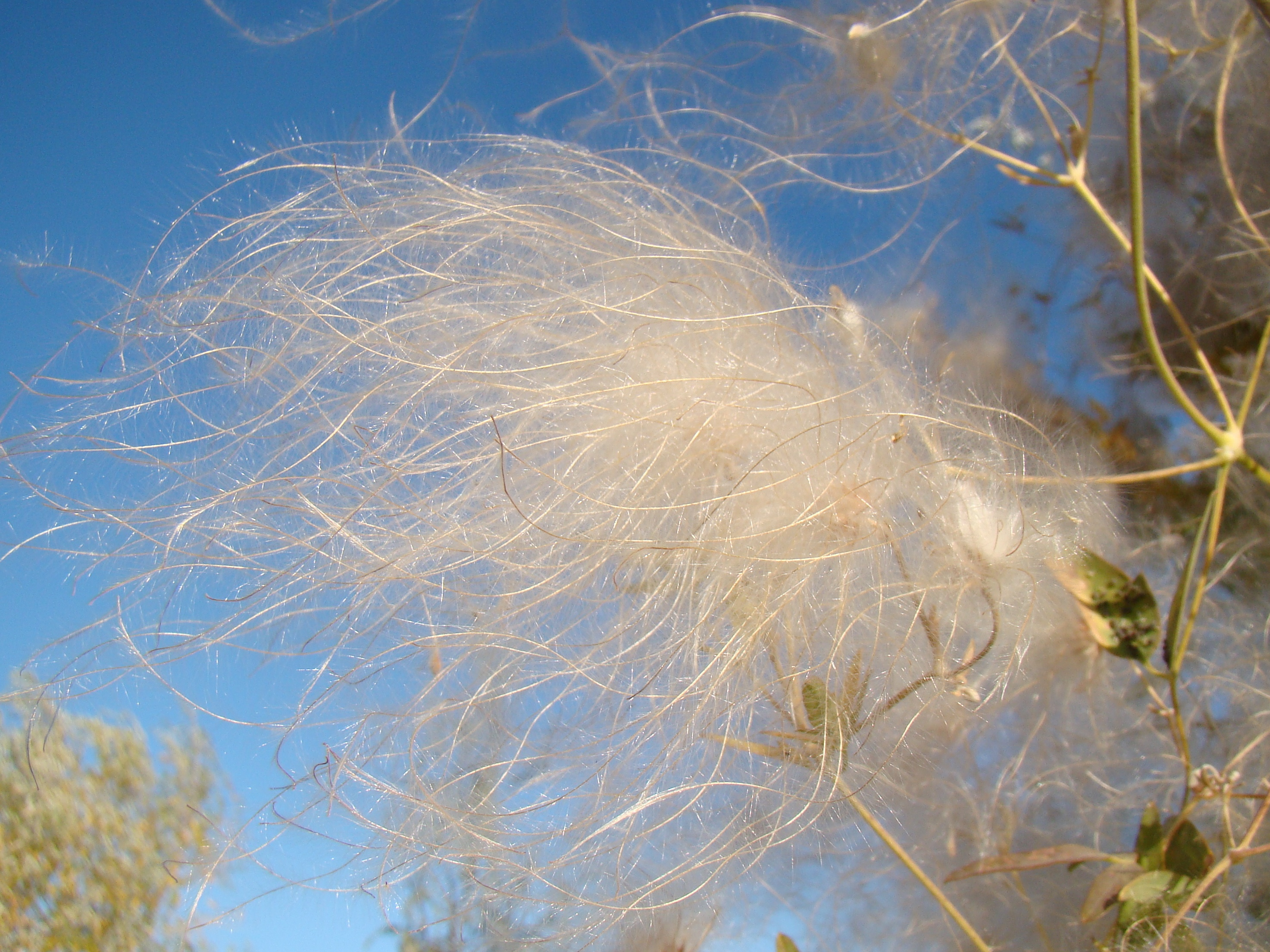
плоди